# Pniewy (województwo zachodniopomorskie)
Pniewy (niem. Jägerhof) – osada w Polsce, w województwie zachodniopomorskim, w powiecie drawskim, w gminie Kalisz Pomorski. W latach 1975–1998 miejscowość administracyjnie należała do województwa koszalińskiego.